# John Hurt
Sir John Vincent Hurt, CBE (n. 22 ianuarie 1940, Chesterfield, Anglia, Regatul Unit – d. 25 ianuarie 2017, Norfolk, Anglia, Regatul Unit) a fost un actor englez cunoscut pentru roluri ca Joseph Merrick în The Elephant Man, Winston Smith în 1984, Mr. Braddock în The Hit, Stephen Ward în Scandal și Quentin Crisp în The Naked Civil Servant și An Englishman in New York. Hurt a avut o carieră de succes și ca actor de voce în filme precum Watership Down, Stăpânul Inelelor și Dogville precum și în serialul BBC, Merlin.
Hurt a atras pentru prima dată atenția odată cu rolul Richard Rich în filmul din 1966 A Man for All Seasons iar de atunci a apărut în filme populare ca: Alien, Expresul de la miezul nopții, Rob Roy, V for Vendetta, Indiana Jones and the Kingdom of the Crystal Skull, seria de filme Harry Potter și seria Hellboy. Hurt este unul din cei mai cunoscuți și prolifici actori englezi cu o carieră ce datează de șase decenii. Este de asemenea cunoscut pentru mai multe roluri shakespeariene. Hurt a primit nenumărate premii și distincții pe parcursul carierei printre care trei premii BAFTA și un premiu Globul de Aur cu șase, respectiv două nominalizări. A fost nominalizat inclusiv la două  premii Oscar. Scena finală a personajului său din Alien a fost rejucată de Hurt în parodia science fiction, Spaceballs, scena fiind considerată una din cele mai memorabile din istoria cinematografiei.

## Filmografie
- Expresul de la miezul nopții (1978)

## Premii Oscar
- Cel mai bun actor în rol secundar - Expresul de la miezul nopții (1978 - nominalizat)
- Cel mai bun actor - The Elephant Man (1980 - nominalizat)